# Яннік Сіннер
Яннік Сіннер (італ. і нім. Jannik Sinner) — італійський тенісист із німецькомовного Південного Тиролю, переможець Відкритого чемпіонату Австралії 2024 та 2025 років, Вімблдонського турніру 2025 року та Відкритого чемпіонату США 2024 року, перша ракетка світу, дворазовий володар Кубка Девіса в складі збірної Італії.

## Кар'єра

### Ранні роки
Сіннер народився в німецькомовному Південному Тіролі. Він почав кататися з гір на лижах у віці трьох років. У вісім він став національним чемпіоном з гірськолижного спорту для дітей свого віку. Спочатку теніс займав у його житті лише третє місце після гірськолижного спорту й футболу, але в 13 років він почав грати в теніс серйозно. Через відносно пізній початок, він не мав особливих успіхів на юніорському рівні, ніколи не грав у юніорських мейджорах.

### Перші успіхи
24 лютого 2019 року Сіннер виграв свій перший титул на турнірі серії Challenger у Бергамо. У фіналі він переміг італійця Роберто Маркору - 6-3, 6-1. На початку березня здобув титул на турнірі ITF в італійському Тренто, де в фіналі здолав німецького тенісиста Джеремі Яна - 6-3, 6-4. 31 березня Сіннер виграв свій перший титул на ґрунтовому покритті в Санта-Маргеріта-ді-Пула (ITF), перегравши у фіналі свого краянина Андреа Пеллегріно - 6-1, 6-1.
У серпні 2019 року Сіннер виграв фінал турніру серії Challenger в Лексінгтоні (США) в австралійського тенісиста Алекса Болта - 6-4, 3-6, 6-4. З 5 по 9 листопада взяв участь у турнірі Next Generation Finals ATP з призовим фондом 1400 тис. доларів США.  Сіннер зайняв перше місце в групі "В". У півфіналі він переміг серба Міомира Кецмановича  2-4, 4-1, 4-2, 4-2, а в фіналі здолав австралійця Алекса Де Мінора  4-2, 4-1, 4-2. 17 листопада 2019 року Яннік Сіннер виграв свій шостий титул в Ортізеї (ATP Challenger Tour). У фіналі він переміг австрійця Зебастьяна Офнера - 6-2, 6-4.
Наприкінці 2020 року італійський тенісист виграв турнір серії ATP 250 у Софії (8-14.11) здолавши у вирішальному матчі канадця Вашека Поспішила 6-4, 3-6, 7-6(3).
На старті сезону 2021 року Сіннер виграв турнір серії ATP 250 "Great Ocean Road Open" (1-7.02, Мельбурн) перемігши у фіналі свого земляка Стефано Травалью - 7-6(4), 6-4.

### 2023: титул турніру Masters 1000, перемога в Кубку Девіса, № 4 у світі
Сіннер розпочав рік з Adelaide international 1, де програв у чвертьфіналі майбутньому фіналісту Себастьяну Корді. На Відкритому чемпіонаті Австралії, він поступвся у четвертому колі фіналісту Стефаносу Ціціпасу у 5 сетах.
Сіннер виграв сьомий на Open Sud de France у Монпельє, ставши першим тенісистом у сезоні, який переміг у  турнірі, не програвши жодного сету. На ABN AMRO Open він здолав у фіналі першого номера посіву третю ракетку світу Стефаноса Ціціпаса, взявши реванш за поразку на Australian Open та здобувши свою найбільшу перемогу в кар'єрі. Далі у чвертьфіналі він переграв Стена Ваврінку у двох сетах. У півфіналі йому поступився господар Таллон Грікспор, й Сіннер вийшов у фінал, в якому його переміг шостий номер посіву  Данило Медведєв.

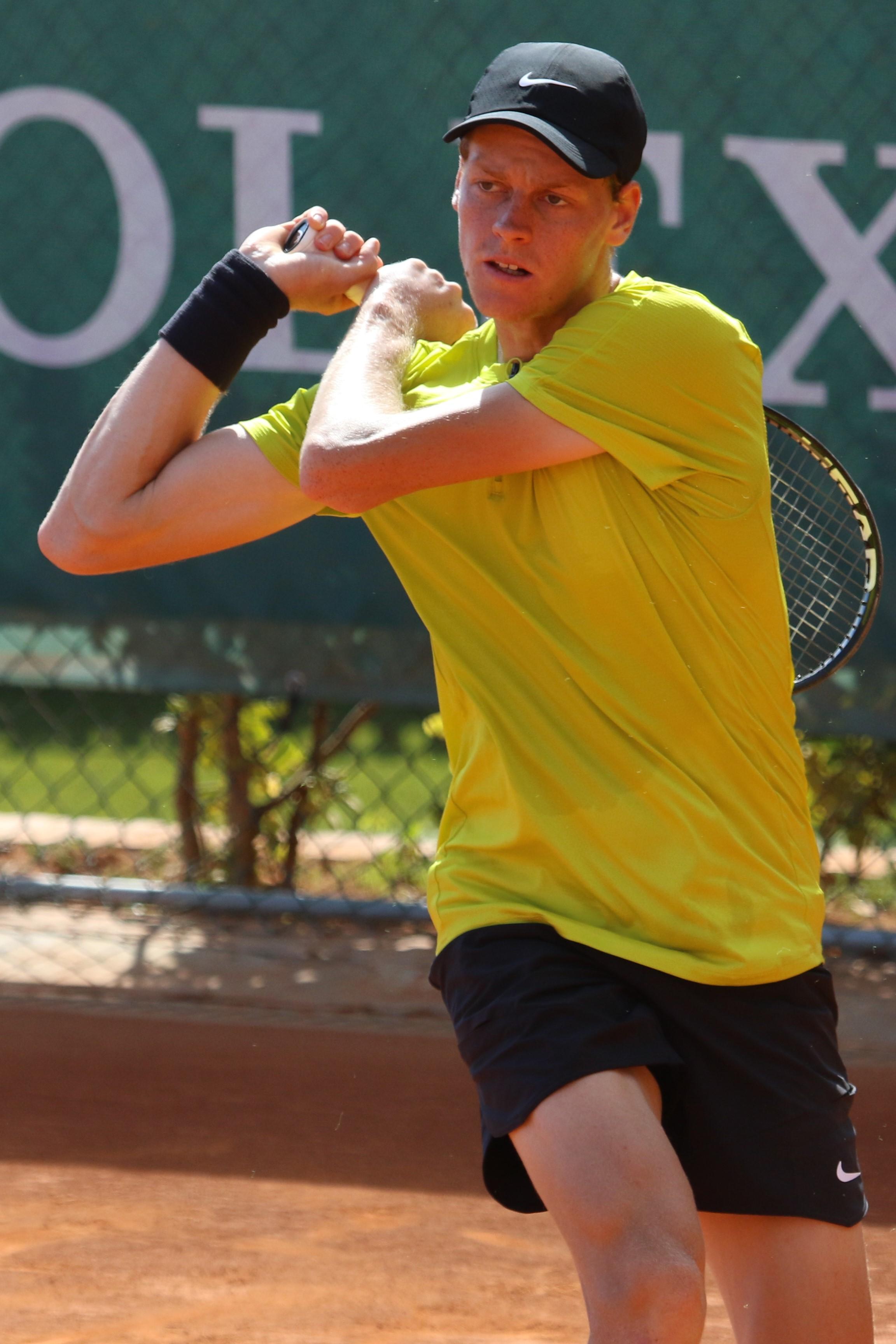
Сіннер на Monte-Carlo Masters 2023

У березні він грав на турнірі в Індіан-Веллсі, де йому поступилися у двох сетах Рішар Гаске, Адріан Маннаріно та Стен Ваврінка, і потрапив до чвертьфіналу, де його супротивник, минулорічний чемпіон  Тейлор Фріц був переможений у трьох сетах. У півфіналі він програв у двох сетах першому сіяному Карлосу Алькарасу. У Маямі він третій рік поспіль добрався до чвертьфіналу, здолавши Грігора Дімітрова та Андрія Рубльова і, як наслідок повернувся до чільної десятки рейтингу на 9 місце. Далі він переграв Еміля Руутсувуорі і другий рік поспіль вийшов до півфіналу, в якому знову зустрівся з Карлосом Алькарасом, але цього разу виграв і вдруге за три роки вийшов у фінал маямського тисячника.У фіналі він програв четвертому сіяному Данилу Медведєву у двох сетах, довівши серію поразок від росіянина до шести. У Монте-Карло він вийшов до півфіналу третього Мастерса поспіль, здолавши земляка Лоренцо Музетті.
На  French Open Сіннер несподівано програв у другому колі п'ятисетовий матч Данієлю Альтмаєру попри те, що подавав на матч у четвертому сеті й мав два матчпойнти. На Вімблдоні він переміг таких тенісистів як Хуан Мануель Серундоло, Дієго Шварцман, Кентен Аліс, Данієль Елаї Галан. та  Роман Сафіуллін, перш ніж програти у фіналі у трьох сетах Новаку Джоковичу.
У серпні він виграв свій перший Мастерс 1000 та восьмий титул загалом на Відкритому чемпіонаті Канади, здолавши на шляху до фіналу співвітчизника Маттео Берреттіні, Енді Маррі (без гри), Гаеля Монфіса та Томмі Пола, а в фіналі Алекса де Мінора.
China Open він учетверте переміг другу ракетку світу Карлоса Алькараса і вийшов у пятий фінал у сезоні, де уперше здолав третю ракетку світу Данила Медведєва  після шести невдалих спроб. Після цієї перемоги він піднявся в рейтингу на четвертий щабель. На Shanghai Masters він програв у одній восьмій Бену Шелтону. Він пробився у фінал свого четвертого турніру зі статусом ATP 500 в кар'єрі у  Відні, здобувши 55 перемогу в сезоні, більше ніж будь-який інший італієць за Відкриту еру. У фіналі він знову переміг Данила Медведєва й здобув свій 10-ий титул.
У дебютному для себе  Фіналі ATP Сіннер виграв усі матчі у групі, зокрема переміг у тайбрейку третього сету Новака Джоковича, що стало його пятим поспіль виграшем у чільної п'ятірки. Зрештою він поступився Джоковичу у фіналі. Далі він уперше зіграв у  Кубку Девіса,  де виграшем над Таллоном Грікспором допоміг Італії подолати в чвертьфіналі Нідерланди. У півфіналі Сіннер зустрівся з Джоковичем утретє за 11 днів і став першим гравцем, що зумів перемогти його в Кубку Девіса після того, як  Хуан Мартін дель Потро зробив це у 2011-му.Він відіграв три матчпойнти поспіль і став тільки четвертим гравцем, які зуміли перемогти Джоковича з матчпойнту, і першим — з трьох матчпойнтів поспіль. Далі Сіннер грав вирішальну пару з Лоренцо Сонего,  вони перемогли дует Джокович  / Міомір Кецманович і вивели Італію у фінал уперше з 1998-го. У фіналі він переміг австралійця Алекса де Мінора, допомігши Італії удруге виграти Кубок Девіса після 47-річної перерви.

### 2024: Два грендслеми, перша ракетка світу
Сіннер почав рік на Australian Open. У півфіналі він сенсаційно переміг першу ракетку світу Новака Джоковича і вийшов до свого першого фіналу мейджора, ставши першим гравцем, проти якого Джокович не мав брейкпойнту упродовж усього матчу. Джокович уперше програв у чемпіонаті Австралії з 2018 року, а Сіннер став першим італійцем, що добрався до фіналу автстралійської першості й лише третім, після Адріано Панатти на чемпіонаті Франції 1976 та Маттео Берреттіні на Вімблдоні 2021, будь-якого мейджора з початку Відкритої ери. У фіналі він подолав відставання у два сети проти Данила Медведєва і став першим переможцем Відкритого чемпіонату Австралії в одиночному розряді  від Італії.
У березні Сіннер грав в Індіан-Веллсі, де йому поступилися Танасі Коккінакіс, Ян-Леннард Штруфф, Бен Шелтон та Іржи Легечка (усі в двох сетах), що вивело його до півфіналу, де його переміг у трьох сетах Карлос Алькарас. 
Грав він також  у парі Лоренцо Сонего. У першому колі вони здолали в двох сетах дует Карен Хачанов / Андрій Рубльов, але в другому поступилися тандему Марсель Гранольєрс / Орасіо Себальйос. На Miami Open 2024 Сіннер переміг у фіналі Григора Димитрова й виграв свій другий титул  рівня Master 1000. Як наслідок, він піднявся до другого номера в рейтингу ATP.
З початком ґрунтового сезону Сіннер зазнав другої в календарному році поразки, програвши Стефаносу Ціціпасу на турнірі в Монте-Карло.
У травні Сіннер знявся з Madrid Masters на чвертьфінальній стадії через травму стегна. Через три дні він знявся з Italian Open через ту ж травму. 
Після того, як 4 червня Новак Джокович знявся з Відкритого чемпіонату Франції 2024, 10 червня Сіннер вперше став  першою ракеткою світу, першим з італійців (чоловіків чи жінкок) очоливши рейтинг. Він програв у півфіналі Алькарасу в п'яти сетах.
Halle Open 2024 був першим турніром, який Сіннер виграв у статусі першої ракетки світу. Вімблдон 2024 був першим мейджором, на якому Сіннер отримав перший номер посіву. Він програв Данилу Медведєву в чвертьфіналі у п'яти сетах після того, як у третьому сеті взяв медичний таймаут.
24 липня Сіннер оголосив, що не братиме участі в Олімпіаді через тонзиліт. Сіннер виграв Cincinnati Open 2024, здолавши в фіналі Френсіса Тіафо. На шляху до перемоги Йому скорлися також Алекс Майкелсен, Андрій Рубльов та Александер Цвереф.
20 серпня було оголошено, що Сіннер отримав антидопінгову санкцію та був позбавлений грошей і очок на турнірі в Індіан-Веллсі в березні через позитивний результат тесту на клостебол, заборонений анаболічний стероїд, але легальний та легко доступний у вільному продажу в Італії. Міжнародна агенція чесності в тенісі виявила, що фізіотерапевт Сіннера, Джакомо Налді, використовував спрей, що містив клостебол, щоб лікувати поріз на власному пальці, а потім зробив масаж ноги та ступні Сіннера без рукавичок, внаслідок чого в організм Сіннера проникла незначна кількість клостеболу, менше однієї мільярдної частки грама. Після того, як агенція не виявила «наявності провини або недбалості» Сіннер  не потрапив під подальші санкції.
Сіннер виграв свій другий мейджор на Відкритому чемпіонаті США 2024. У чвертьфіналі він взяв реванш у 5-го сіяного Медведєва за вімблдонську поразку, в півфіналі він здолав Джека Дрейпера, а в фіналі — Тейлора Фріца. У віці 23 років він став наймолодшим тенісистом в історії, що зумів виграти два хардкортові мейджори упродовж одного року.
На China Open 2024 Сіннер  переміг Ніколаса Джеррі, Романа Сафіулліна, Їржі Легечку т Бу Юньчаокете, добравшись до фіналу, де програв Карлосу Алькарасу в трьох сетах.
Після перемоги над  Томашом Махачом в півфіналі Shanghai Masters 2024
Сіннер забезпечив собі право першим із італійців називатися першою ракеткою світу на кінець року .
У фіналі Сіннер переміг Новака Джоковича і виграв у році третій  титул зі статусом  Masters 1000, ставши наймолодшим переможцем турніру. 
Загалом у 2024-му кількість його титулів зросла до семи.
У листопаді Сіннер виграв завершальний турнір року ATP, що проходив у Туріні, Італія, здолавши в фіналі Фріца. Уперше з 1986-го гравець (тоді це був Іван Лендл) виграв трофей, не втративши жодного сету, і вперше в турнірі переміг італійський тенісист.

### 2025: другий титул чемпіона Австралії, виграний Вімблдон
Відкритий чемпіонат Австралії з тенісу 2025 Сіннер почав у статусі чинного чемпіона, на шляху до півфіналу йому поступилися по черзі Ніколас Харрі, Трістан Скулкейт, Маркос Джірон, Гольгер Руне та Алекс де Мінор. У півфіналі він виграв у трьох сетах у Бена Шелтона, а у фіналі, знову ж у трьох сетах, у Алексендера Цверефа, захистивши звання чемпіона Австралії.
У лютому 2025 року світова антидопінгова агенція (WADA) оголосила що вони з Сіннером виробили домовленність щодо позитивного тесту 2024 року на клостербол. WADA прийняла пояснення й причину позитивного тесту, але константувала що «спортсмен несе відповідальність за недбалість свого антуражу». Гравця  дискваліфікували на три місяці — йому було заборонено грати з 9 лютого по 4 травня 2025 року. Деякі гравці розкритикували таке рішення, зокрема Новак Джокович висловив думку, що «більшість тенісистів відчувають,  що тут не без фаворитизму», вказуючи на переваги провідних спортсменів в отриманні швидкої юридичної консультації. 
Сіннер відновив змагання в травні на  Italian Open, де добрався до фіналу після перемог над Маріано Навоне,  Єспером де Йонгом, Франсиско Черундоло, Каспером Рудом та Томмі Полом. Він став першим італійцем, що зумів дістатися до фіналу домашнього турніру з  1978-го, коли це зробив Адріано Панатта. У фіналі Сіннера переміг у двох сетах Карлос Алькарас. На Відкритому чемпіонаті Франції від добрався  до фіналу,   перемігши Артюра Рендеркнеха  в першому колі, Рішара Гаске в другому, Їржі Легечку в третьому, Андрія Рубльова в четертому колі, Олександра Бублика у чвертьфіналі та Новака Джоковича у півфіналі. В усіх цих матчах він не віддав жодного сету, але в фіналі,  що  став найдовшим в історії французького чемпіонату, він поступився Карлосу Алькарасу попри те,  що виграв перші два сети та мав три  матчболи в четертому.  
13 липня Сіннер вперше став вімблдонським чемпіоном, здолавши в фіналі   Алькараса у чотрьох сетах.

## Особисте життя
27 травня 2024 року Сіннер підтвердив, що перебуває у стосунках із російською тенісисткою Ганною Калінською.

## Виступи на важливих турнірах

### Історія виступів на турнірах Великого шолома
| W | Ф | ПФ | ЧФ | #Р | КТ | К# | DNQ | A | NH |

Станом на кінець 2025 Australian Open
| Турнір          | 2019 | 2020 | 2021 | 2022 | 2023 | 2024 | 2025 | SR     | W–L   | %   |
| --------------- | ---- | ---- | ---- | ---- | ---- | ---- | ---- | ------ | ----- | --- |
| Australian Open | A    | 2к   | 1к   | ЧФ   | 4к   | П    | П    | 2 / 6  | 22–4  | 85% |
| French Open     | A    | ЧФ   | 4к   | 4к   | 2к   | ПФ   | Ф    | 0 / 6  | 22–6  | 79% |
| Wimbledon       | К1   | NH   | 1к   | ЧФ   | ПФ   | ЧФ   | П    | 1 / 5  | 20–4  | 76% |
| US Open         | 1к   | 1к   | 4к   | ЧФ   | 4к   | П    |      | 1 / 6  | 17–5  | 77% |
| Виграші-Поразки | 0–1  | 5–3  | 6–4  | 15–4 | 12–4 | 23–2 | 20–1 | 4 / 23 | 81–19 | 81% |

Source: ATP profile

### Турніри Великого шолома

#### Одиночний розряд: 5 (4 титули, 1 поразка)
| Результат | Рік  | Турнір          | Поверхня    | Супротивник      | Рахунок                                 |
| --------- | ---- | --------------- | ----------- | ---------------- | --------------------------------------- |
| Перемога  | 2024 | Australian Open | Хард        | Данило Медведєв  | 3–6, 3–6, 6–4, 6–4, 6–3                 |
| Перемога  | 2024 | US Open         | Хард        | Тейлор Фріц      | 6-3, 6-4, 7-5                           |
| Перемога  | 2025 | Australian Open | Хард        | Александр Зверєв | 6–3, 7–6(7-4), 6–3                      |
| Поразка   | 2025 | French Open     | Ґрунт (red) | Карлос Алькарас  | 4–6, 6–7(5–7), 6–4, 7–6(7–3), 7–6(10–2) |
| Перемога  | 2025 | Wimbledon       | Трава       | Карлос Алькарас  | 4–6, 6–4, 6–4, 6–4                      |

### Фінали підсумкових турнірів року

#### Одиночний розряд: 1 фінал
| Результат | Рік  | Турнір           | Поверхня | Супротивник    | Рахунок  |
| --------- | ---- | ---------------- | -------- | -------------- | -------- |
| Поразка   | 2023 | Фінал ATP, Турин | Хард (з) | Новак Джокович | 3–6, 3–6 |

## Фінали турнірів ATP

### Одиночний розряд: 28 (20 титулів, 8 поразок)
| Легенда                      |
| ---------------------------- |
| Турніри Великого шлему (4–1) |
| Фінал ATP (1–1)              |
| Тур ATP Мастерс 1000 (4–4)   |
| Тур ATP 500 (5–2)            |
| Тур ATP 250 (6–0)            |

| Фінали за покриттям |
| ------------------- |
| Тверде (17–6)       |
| Ґрунт (1–2)         |
| Трава (2–0)         |

| Фінали за типом корту |
| --------------------- |
| Відкритий корт (13–6) |
| Закритий корт (7–2)   |

| Результат | В-П  | Дата     | Турнір                                            | Категорія  | Покриття    | Опонент            | Рахунок                                 |
| --------- | ---- | -------- | ------------------------------------------------- | ---------- | ----------- | ------------------ | --------------------------------------- |
| Перемога  | 1–0  | Лис 2020 | Sofia Open, Болгарія                              | ATP 250    | Тверде (i)  | Вашек Поспішил     | 6–4, 3–6, 7–6(7–3)                      |
| Перемога  | 2–0  | Лют 2021 | Great Ocean Road Open, Австралія                  | ATP 250    | Тверде      | Стефано Травалья   | 7–6(7–4), 6–4                           |
| Поразка   | 2–1  | Кві 2021 | Відкритий чемпіонат Маямі з тенісу, США           | ATP 1000   | Тверде      | Губерт Гуркач      | 6–7(4–7), 4–6                           |
| Перемога  | 3–1  | Лип 2021 | Washington Open, США                              | ATP 500    | Тверде      | Маккензі Макдоналд | 7–5, 4–6, 7–5                           |
| Перемога  | 4–1  | Жов 2021 | Sofia Open, Болгарія (2)                          | ATP 250    | Тверде (i)  | Гаель Монфіс       | 6–3, 6–4                                |
| Перемога  | 5–1  | Жов 2021 | European Open, Бельгія                            | ATP 250    | Тверде (i)  | Дієго Шварцман     | 6–2, 6–2                                |
| Перемога  | 6–1  | Лип 2022 | Відкритий чемпіонат Хорватії з тенісу, Хорватія   | ATP 250    | Ґрунт       | Карлос Алькарас    | 6–7(5–7), 6–1, 6–1                      |
| Перемога  | 7–1  | Лют 2023 | Open Sud de France, Франція                       | ATP 250    | Тверде (i)  | Максім Крессі      | 7–6(7–3), 6–3                           |
| Поразка   | 7–2  | Лют 2023 | Rotterdam Open, Нідерланди                        | ATP 500    | Тверде (i)  | Данило Медведєв    | 7–5, 2–6, 2–6                           |
| Поразка   | 7–3  | Бер 2023 | Miami Open, США                                   | ATP 1000   | Тверде      | Данило Медведєв    | 5–7, 3–6                                |
| Перемога  | 8–3  | Сер 2023 | Мастерс Канада, Канада                            | ATP 1000   | Тверде      | Алекс де Мінор     | 6–4, 6–1                                |
| Перемога  | 9–3  | Жов 2023 | China Open, КНР                                   | ATP 500    | Тверде      | Данило Медведєв    | 7–6(7–2), 7–6(7–2)                      |
| Перемога  | 10–3 | Жов 2023 | Vienna Open, Австрія                              | ATP 500    | Тверде (i)  | Данило Медведєв    | 7–6(9–7), 4–6, 6–3                      |
| Поразка   | 10–4 | Лис 2023 | Фінал ATP, Італія                                 | ATP Фінали | Тверде (i)  | Новак Джокович     | 3–6, 3–6                                |
| Перемога  | 11–4 | Січ 2024 | Відкритий чемпіонат Австралії з тенісу, Австралія | Grand Slam | Тверде      | Данило Медведєв    | 3–6, 3–6, 6–4, 6–4, 6–3                 |
| Перемога  | 12–4 | Лют 2024 | Rotterdam Open, Нідерланди                        | ATP 500    | Тверде (i)  | Алекс де Мінаур    | 7–5, 6–4                                |
| Перемога  | 13–4 | Бер 2024 | Miami Open, США                                   | ATP 1000   | Тверде      | Григор Димитров    | 6–3, 6–1                                |
| Перемога  | 14–4 | Чер 2024 | Halle Open, Німеччина                             | ATP 500    | Трава       | Hubert Hurkacz     | 7–6(10–8), 7–6(7–2)                     |
| Перемога  | 15–4 | Сер 2024 | Мастерс Цинциннаті, США                           | ATP 1000   | Тверде      | Френсіс Тіафо      | 7–6(7–4), 6–2                           |
| Перемога  | 16–4 | Сер 2024 | Відкритий чемпіонат США з тенісу, США             | Grand Slam | Тверде      | Тейлор Фріц        | 6–3, 6–4, 7–5                           |
| Поразка   | 16–5 | Жов 2024 | КНР Open, КНР                                     | ATP 500    | Тверде      | Carlos Alcaraz     | 7–6(8–6), 4–6, 6–7(3–7)                 |
| Перемога  | 17–5 | Жов 2024 | Мастерс Шанхай, КНР                               | ATP 1000   | Тверде      | Новак Джокович     | 7–6(7–4), 6–3                           |
| Перемога  | 18–5 | Лис 2024 | ATP Фінали, Італія                                | ATP Фінали | Тверде (i)  | Тейлор Фріц        | 6–4, 6–4                                |
| Перемога  | 19–5 | Січ 2025 | Australian Open, Австралія (2)                    | Grand Slam | Тверде      | Александр Зверєв   | 6–3, 7–6(7–4), 6–3                      |
| Поразка   | 19–6 | Тра 2025 | Мастерс Рим, Італія                               | ATP 1000   | Ґрунт       | Carlos Alcaraz     | 6–7(5–7), 1–6                           |
| Поразка   | 19–7 | Тра 2025 | Відкритий чемпіонат Франції з тенісу              | Grand Slam | Ґрунт (red) | Карлос Алькарас    | 4–6, 6–7(5–7), 6–4, 7–6(7–3), 7–6(10–2) |
| Перемога  | 20–7 | Чер 2025 | Вімблдонський турнір, Велика Британія             | Grand Slam | Трава       | Карлос Алькарас    | 4–6, 6–4, 6–4, 6–4                      |
| Поразка   | 20–8 | Сер 2025 | Мастерс Цинциннаті, США                           | ATP 1000   | Тверде      | Карлос Алькарас    | 5–0 ret.                                |

### Парний розряд: 1 (1 титул)
| Легенда          |
| ---------------- |
| Grand Slam (0–0) |
| ATP Фінали (0–0) |
| ATP 1000 (0–0)   |
| ATP 500 (0–0)    |
| ATP 250 (1–0)    |

| Фінали за покриттям |
| ------------------- |
| Тверде (1–0)        |
| Ґрунт (0–0)         |
| Трава (0–0)         |

| Фінали за типом корту |
| --------------------- |
| Відкритий корт (1–0)  |
| Закритий корт (0–0)   |

| Результат | В-П | Дата     | Турнір            | Категорія | Покриття | Партнер       | Опоненти                     | Рахунок               |
| --------- | --- | -------- | ----------------- | --------- | -------- | ------------- | ---------------------------- | --------------------- |
| Перемога  | 1–0 | Лип 2021 | Atlanta Open, США | ATP 250   | Тверде   | Рейллі Опелка | Стів Джонсон Джордан Томпсон | 6–4, 6–7(6–8), [10–3] |

## Фінали турнірів наступного покоління ATP

### Одиночний розряд: 1 (1–0)
| Результат | Дата                  | Турнір                                     | Поверхня    | Супротивник    | Рахунок       |
| --------- | --------------------- | ------------------------------------------ | ----------- | -------------- | ------------- |
| Перемога  | 9 листопада 2019 року | Next Generation ATP Finals, Мілан (Італія) | Хард (зала) | Алекс де Мінор | 4–2, 4–1, 4–2 |